# Almafuerte (pel·lícula)
Almafuerte és una pel·lícula argentina de 1949, dirigida per Luis Cèsar Amadori, protagonitzada per Narciso Ibáñez Menta, sobre la vida del poeta i mestre Almafuerte. Estrenada a Buenos Aires el 20 de desembre de 1949. Guanyadora del Còndor de Plata a la millor pel·lícula i al millor actor el 1950. El 1950 rebé el Premi Cóndor de Plata a la millor pel·lícula i millor actor. La pel·lícula està basada en la vida del poeta i mestre argentí Pedro Bonifacio Palacios (1854-1917), conegut pel seu pseudònim de Almafuerte. Palacios es va rebel·lar contra la burocràcia estúpida i l'opressió indígena al seu país. Després d'anys en la pobresa, Almafuerte té finalment el reconeixement que mereix. És interessant que moltes de les millors pel·lícules de l'Argentina sobre el triomf de l'esperit humà es fessin en els primers anys del règim de Juan Peron.